# John Northleigh
 (mai 2024).
Jean Northleigh (1657-17 janvier 1704) est un médecin anglais.

## Biographie
Northleigh, né à Hambourg en 1657, est le fils de John Northleigh, marchand, originaire d'Exminster, Devonshire. Selon une autre source, il serait né à Cadeleigh, Devonshire. Il s'inscrit au Exeter College, Oxford le 23 mars 1674-5, à l'âge de 17 ans, et obtient son diplôme de B.C.L. en 1681. En 1682, il est étudiant au Middle Temple, et la même année, il est incorporé LL.B. au Magdalene College, Cambridge (Foster, Alumni Oxon. 1500-1714, iii. 1078). Il est ensuite élu membre du King's College, Cambridge, obtient son diplôme de LL.D. en 1687, et est finalement M.D. En mai 1688, il est un candidat malheureux pour une bourse au All Souls' College, Oxford. Il est un partisan de Jacques II et écrit avec habileté pour le défendre. Pendant de nombreuses années, il exerce à Exeter, mais il semble accorder plus d'attention à la théologie polémique qu'à sa profession. Il est un fervent défenseur de l'Église d'Angleterre et se distingue par divers écrits contre les indépendants et les presbytériens. Il meurt le 17 et est enterré dans la cathédrale d'Exeter le 24 janvier 1704, laissant avec son épouse Frances (décédée en 1715) un fils John (1701–1726). Un monument à leur mémoire est placé sur le côté sud de la chapelle de la Vierge dans la cathédrale d'Exeter.

## Publications
- "Exercitationes Philologicae tres: prima Infanticidium, poema credulam exprimens matrem … prolem suam interfecisse. Secunda Spes extatica … Tertia Philosophia vindicata,’ &c., in-quarto, Oxford, 1681.
- 'Le Parallèle, ou la nouvelle et fallacieuse Association d'un ancien Covenant rebelle ; aboutissant à une disparité entre un vrai patriote et un Associateur factieux » [anonyme], in-folio, Londres, 1682, vivement recommandé par le Dr. Laurence Womack dans sa « Lettre contenant une justification supplémentaire de l'Église d'Angleterre contre les Dissenters ', 1682 (p. 59).
- 'Une réflexion distinguée sur le compte modeste [de Lord Shaftesbury], et une vindication des abhorreurs loyaux des calomnies d'une plume factieuse,' in-folio, Londres, 1682.
- 'Le Triomphe de notre Monarchie sur les Complots et les Principes de nos Rebelles et Républicains, étant des Remarques sur leurs Libelles les plus Éminents,' 8vo, Londres, 1685.
- 'Parliamentum Pacificum, ou l'heureuse union du Roi et du Peuple dans un Parlement guérisseur,' in-quarto, Londres, mars 1688. Cette défense ingénieuse et habilement écrite de Jacques II a suscité trois réponses en néerlandais, en plus d'être traduite en français et en néerlandais. Gilbert Burnet, futur évêque de Salisbury, qui avait été attaqué à cause de sa lettre adressée depuis La Haye à Lord Middleton le 3 mai 1687, répondit par une 'Vindication de lui-même,' à quoi Northleigh répliqua par
- 'Réflexions du Dr Burnet sur un livre intitulé 'Parliamentum Pacificum' ... répliquées," in-quarto, Londres, juillet 1688.
- 'Descriptions Topographiques, avec des Observations Historico-Politiques et Médico-Physiques faites lors de deux Voyages distincts à travers la plupart des régions de l'Europe,' in-8, Londres, 1702 (réimprimé dans le tome ii de la 'Bibliotheca' de J. Harris, éditions de 1705 et 1744). Un deuxième volume devait contenir l'Italie, et un troisième l'Allemagne, la Hongrie, le Danemark et la Suède, mais seul le premier volume, comprenant les Pays-Bas, la France, la Savoie et le Piémont, a paru. Il n'y a aucune indication des périodes auxquelles les voyages ont été réalisés.

Deux lettres de Northleigh à l'archevêque Sancroft, datées respectivement du 2 juin 1688 et de janvier 1692-3, figurent parmi les MSS Tanner à la Bibliothèque Bodléienne (xxviii. 92 et xxv. 420). Une copie de la deuxième lettre se trouve dans le MS Rawlinson C. 739, f. 138.